# منتخب ألمانيا لكرة اليد الشاطئية
منتخب ألمانيا لكرة اليد الشاطئية هو ممثل ألمانيا الرسمي في المنافسات الدولية في كرة اليد الشاطئية .